# Mỡ lông dày
Mỡ lông dày (danh pháp hai phần: Manglietia crassifolia) là một loài thực vật thuộc họ Magnoliaceae. Đây là loài đặc hữu của Việt Nam. Năm 2011, chúng được phát hiện trong Vườn quốc gia Hoàng Liên, thị xã Sa Pa, tỉnh Lào Cai, Việt Nam.
Mỡ lông dày là loại cây có chiều cao từ 8 tới 15 m, đường kính thân khoảng 20 cm. Hoa của chúng có kích thước lớn, màu trắng và tỏa ra mùi thơm quyến rũ nên rất có tiềm năng trong ngành lâm nghiệp đô thị.